# Поргера
Поргера (англ. Porgera) — город в Папуа — Новой Гвинее, на территории провинции Энга.

## География
Город расположен в центральной части страны, на высоте 3278 м над уровнем моря.

## Месторождение Поргера
В окрестностях города находится уникальное золотосеребряное месторождение. Открыто в 1979, эксплуатируется с 1990 открытым способом. Оставшиеся подтверждённые запасы золота 200 т, при среднем содержании его в рудах 2,61 г/т, запасы серебра незначительны (ок. 320 т, при его содержании в рудах 14 г/т, оценка). В тектоническом плане приурочено к обширному грабену в центральной части альпийской складчатой зоны. Месторождение локализуется в пиритизированных известковистых и углисто-глинистых породах мелового возраста и прорывающих их диоритовых среднемиоценовых штоках. Относится к геолого-промышленному типу золотосеребряных эпитермальных месторождений, связанных с вулканотектоническими постройками. Рудная минерализация занимает площадь 500×400 квадратных метров и распространяется в глубину на 550 метров. Рудные тела представлены главным образом кварц-сульфидными штокверками, а также гидротермальными брекчиями и минерализованными тектоническими брекчиями. Наиболее богатая часть золотой минерализации находится в виде свободного золота в гидротермальных брекчиях, в ассоциации с теллуридами. В менее богатых золотом тектонических брекчиях и штокверках золото связано с сульфидами (преимущественно с пиритом). Из руд месторождения извлечено около 360 т золота (2013).

## Экономика
В районе города осуществляется добыча золота. Месторождение Поргера входит в список 10 крупнейших разрабатываемых ныне золотоносных месторождений. Разработка месторождения началась в 1990 году. В 2009 году было добыто 572 595 унций золота и 94 764 унции серебра. С момента начала разработки было добыто более 16 млн унций золота и 3 млн унций серебра.

## Население
По данным на 2013 год численность населения города составляла 1690 человек.
Динамика численности населения города по годам:
| 1990 | 2013 |
| ---- | ---- |
| 1200 | 1690 |